# Heinz Frenzel
Heinz Frenzel (* 1. Juni 1920 in Nossen; † 1. Juli 2005) war ein deutscher Fußballtrainer und -spieler.

## Laufbahn
Frenzel war Spieler der BSG Chemie Leipzig. Danach wirkte er für kurze Zeiträume als Trainer bei verschiedenen Mannschaften.
1963/64 wurde Frenzel als Co-Trainer unter Alfred Kunze DDR-Meister mit Chemie Leipzig.
Mit der BSG Chemie Leipzig trainierte er 1967/1968 und mit der BSG Stahl Riesa 1969/70 zwei Oberliga-Mannschaften.
In den 1980er Jahren war er Sportlehrer an der POS Karl-Günzel in Freiberg/Sachsen.